# The Hangover
The Hangover (Resacón en Las Vegas en España y ¿Qué pasó ayer? en Hispanoamérica) es una película dirigida por Todd Phillips y protagonizada por Bradley Cooper, Ed Helms, Zach Galifianakis y Justin Bartha. Se estrenó el 5 de junio de 2009 en Estados Unidos y sus secuelas son The Hangover Part II (2011) y The Hangover Part III (2013). Ganó un premio Globo de Oro en la categoría de mejor película de comedia o musical y su guion estuvo nominado a un Bafta.

## Argumento

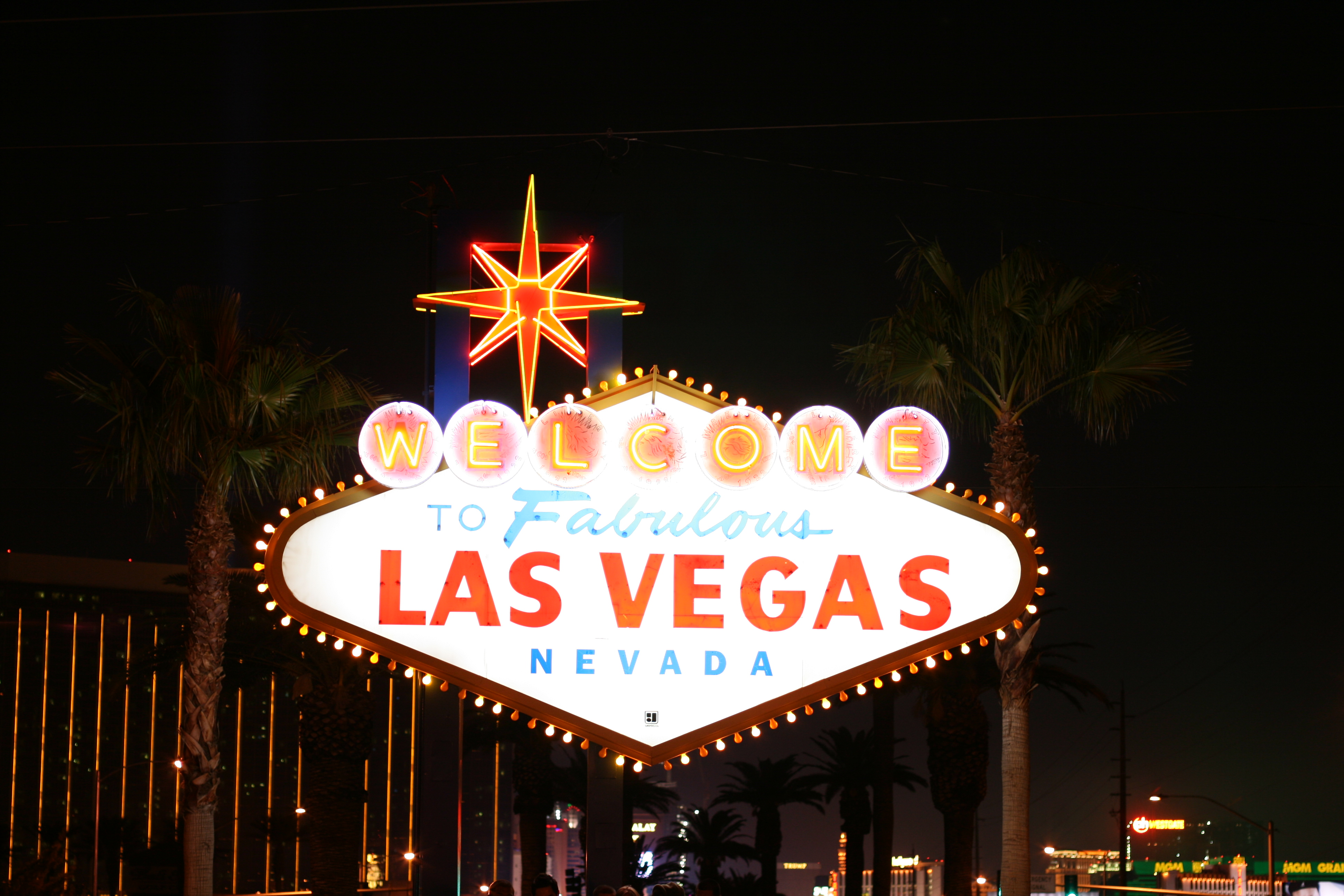
El letrero de bienvenidos a las fabulosas Las Vegas visto en la película.

Doug Billings (Justin Bartha) va a casarse con Tracy Garner (Sasha Barrese). Doug realizará una despedida de soltero en Las Vegas con sus amigos Phil Wenneck (Bradley Cooper), Stuart "Stu" Price (Ed Helms), y el hermano de Tracy, Alan Garner (Zach Galifianakis). Doug, Phil, Alan y Stu se dirigen esa misma noche a Las Vegas donde reservan una suite en el hotel Caesars Palace. Justo antes de que comience la despedida de soltero se dirigen a la azotea del hotel donde toman unos tragos preparados por Alan.
A la mañana siguiente, Phil, Stu y Alan despiertan en la suite del hotel muy aturdidos y sin recordar nada de lo que pasó la noche anterior. Los tres descubren que Doug no está en ninguna parte. A Stu le falta un diente, la suite del hotel está casi destruida, hay un tigre en el baño, al igual que un bebé dentro de un armario (al que Alan apoda "Carlos") y una gallina cuya procedencia desconocen y no le ponen ninguna importancia. Mientras se preguntaban lo que pasaba, Alan descubre en su bolsillo el diente que le falta a Stu, por lo que todos revisan sus bolsillos y ven que Phil tiene una pulsera de hospital. Los tres van a recoger el Mercedes del padre de Tracy (el auto en el que vinieron a Las Vegas). Mientras esperan, los 3 descubren el colchón de Doug clavado en una estatua. Luego de esto, el valet parking les entrega un auto patrulla en lugar del Mercedes. 
El grupo viaja al hospital, donde descubren que fueron drogados con Rophynol, el cual resulta ser la causa de su pérdida de memoria. Un médico les informa de que la noche anterior en el hospital no paraban de mencionar que venían de una boda en una capilla. En la capilla se enteran de que Stu se casó con una estríper llamada Jade (Heather Graham), a pesar de tener una relación a largo plazo con su mezquina novia, Melissa (Rachael Harris). Fuera de la capilla, el grupo es atacado por bandidos asiáticos que dicen que están buscando a alguien y logran escapar de ellos.
Posteriormente los tres visitan a Jade en su departamento y descubren que ella es la madre de "Carlos", cuyo verdadero nombre es Tyler. De repente unos policías entran en la casa de Jade y arrestan a Phil, Alan y Stu. En la estación de policía se enteran de que la noche anterior robaron el auto patrulla propiedad de los policías que los arrestaron previamente, a la vez de que son informados de que confiscaron el Mercedes. Para evitar ir a juicio en los próximos dos días, Phil les propone un trato para que pudieran librarse de los cargos, ofreciendose a hacer cualquier cosa por ello, además de que también los policías no quedaran en ridículo con sus colegas por el robo de su auto patrulla a manos del grupo, por lo que estos aceptan el trato de Phil. Poco después, los tres se ofrecen como voluntarios para hacer una demostración a un grupo de niños sobre el uso del Taser. Después de ser electrocutados y humillados en la estación de policía, Phil, Stu y Alan son liberados de cargos y les devuelven el Mercedes sin ningún problema.
Mientras conducen en el Mercedes, estos escuchan golpes provenientes del maletero y piensan que es Doug, por lo que los tres corren a abrir el maletero, pero en lugar de encontrar a Doug, encuentran a un hombre asiático semi-desnudo que los ataca con una palanca metálica en venganza de su encierro y huye (en la versión sin censura de la película, iba completamente desnudo). Alan confiesa que echó drogas en los shots que se tomaron en la azotea la noche anterior para asegurarse de pasárselo bien, pensando que el medicamento era el éxtasis y por eso no recuerdan nada.
De regreso a la suite del hotel, se acuerdan del tigre en el baño y no saben qué hacer con él. Al entrar en la suite, el grupo se topa con Mike Tyson, quien le ordena al grupo regresar al tigre a su mansión de inmediato, dado que dicho felino era de su propiedad. Stu duerme al tigre echándole lo que quedaba del rophynol en un filete crudo y conducen hacia la casa de Tyson en el Mercedes, pero en pleno trayecto el tigre despierta, ataca al grupo, rasguñando a Phil en el cuello y daña el interior del vehículo. Después de empujar el auto el resto del camino para evitar al tigre, Tyson muestra las grabaciones de las cámaras seguridad de la mansión, donde aparecen ellos entrando a la casa aquella noche y de paso robándose el tigre.
Más tarde, mientras conducen, el auto es golpeado por otro vehículo intencionalmente, los pasajeros se revelan como los gánsteres de la capilla y de su jefe, Leslie Chow (Ken Jeong) - el hombre asiático en ropa interior que el grupo encontró previamente dentro del maletero  de su auto- quien acusa al grupo de robar sus $80,000 dólares que consiguió la noche anterior en el Casino Bellagio de Las Vegas con ayuda de Alan en el juego de dados y luego secuestrarlo. Chow les dice al grupo que tiene secuestrado a Doug y amenaza con matarlo si el grupo no le devuelven sus $80.000 dólares, esta vez en efectivo y no en fichas de casino y que los estará esperando en el desierto para hacer el intercambio al amanecer. Sin tener idea de la ubicación de los $80,000 dólares de Chow, Alan, con la ayuda de Stu y Jade, utiliza sus conocimientos sobre el conteo de cartas para ganar $82.400 dólares jugando al Blackjack en el casino del hotel Riviera. Se reúnen con Chow y realizan el intercambio con éxito, solo para descubrir que "Doug" es en realidad el traficante de drogas (Mike Epps) que le vendió a Alan el Rohypnol en lugar de éxtasis por equivocación, ya que este accidentalmente había mezclado las bolsas y que casualmente se llama Doug, igual que su amigo desaparecido.
Como la boda empezará en unas horas, Phil decide llamar a Tracy para informarle que Doug ha desaparecido y que no saben donde está (escena mostrada al principio de la película con la técnica in medias res). Después de eso, Stu le pregunta al "Doug Negro" como terminó siendo raptado por Chow, a lo que el "Doug Negro" les confiesa que el desgraciado de Chow lo había secuestrado la noche anterior, ya que el hombre asiático asumió equivocadamente que el "Doug Negro" era un amigo del grupo cuando fueron al casino Bellagio aquella noche que no recuerdan nada. En medio de la conversación, Stu rápidamente empieza a recordar fragmentos de la noche anterior y finalmente deduce donde está el verdadero Doug y corre a avisarle a Phil para ir ahí de inmediato. Resulta que aquella noche, el grupo habían trasladado el colchón de Doug, con este último a la azotea mientras dormía, como una especie de broma pesada. Debido a esto Stu se da cuenta de porque el colchón que vieron clavado en la estatua del hotel no lo arrojaron ellos por la ventana, ya que las ventanas de las habitaciones no pueden abrirse de ninguna manera en los hoteles de Las Vegas por las reglamentaciones de seguridad, sino que fue el mismo Doug el que lo tiro en realidad mientras estaba atrapado en la azotea para pedir ayuda, debido a que la puerta de la azotea estaba cerrada y la misma solo podía abrirse desde adentro. El grupo rápidamente sube a la azotea del Caesars Palace y encuentran a Doug sano y salvo, aunque completamente quemado por la exposición prolongada al Sol. Antes de ponerse en marcha para ir a la boda, Jade habla con Stu y le dice que él mismo se arrancó su diente, ya que Alan le había dicho que no tenía valor de arrancárselo. Como la boda entre Doug y Tracy es en menos de cuatro horas estos no consiguen un vuelo rápido que los lleve a Los Ángeles, por lo que se ven forzados a conducir allí en el Mercedes lo más rápido que pueden para llegar a tiempo. Mientras conducen por la carretera, Doug les informa al grupo que este viaje a Las Vegas no fue del todo un desastre, ante esto Alan le cuestiona a Doug porque piensa eso y este último les revela que cuando despertó en la azotea del Caesars Palace se encontró con los $80,000 dólares originales de Chow en fichas del casino Bellagio en su bolsa, así que en cierto modo el grupo regresan con mucho dinero en sus bolsillos. En pleno trayecto el grupo es rápidamente abordado por una furgoneta blanca, en la cual viene un amigo de Alan y donde este les entrega al grupo sus respectivos trajes de gala para la boda. Finalmente los cuatro consiguen llegar a la boda, aunque unos minutos tarde debido a los diferentes contratiempos, sin embargo y a pesar de eso la boda se celebra igualmente y como resultado Doug y Tracy se casan con éxito. En medio de la recepción, Stu finalmente decide romper con Melissa ya que ella solo se dedicaba a controlar su vida y que además esta última había tenido relaciones sexuales con un barman en un paseo de crucero. 
Cuando la boda finaliza, Alan se reúne con el grupo y les comenta que encontró la cámara digital de Stu en el asiento trasero del auto y que la misma tiene muchas fotos de la noche que no recuerdan absolutamente nada y los cuatro acuerdan mirar todas las fotos juntos una sola vez y luego las borraran.

## Reparto
- Bradley Cooper como Phil Wenneck, maestro de escuela y líder de "La Manada".
- Ed Helms como Dr. Stuart "Stu" Price, un dentista cuya novia es dominante con él.
- Zach Galifianakis como Alan Garner, el futuro cuñado de Doug, socialmente inepto, que sufre de TDAH y actúa de manera infantil y errática, también posee un gran talento para los juegos de azar, especialmente en el juego de los dados y Blackjack.
- Justin Bartha como Doug Bilings, el novio, que desaparece durante la mayor parte de la película.
- Heather Graham como Jade, una estríper y escort que por error se casa con Stu mientras estaba drogado.
- Jeffrey Tambor como Sid Garner, el padre de Tracy y Alan.
- Sasha Barrese como Tracy Garner Bilings, la prometida de Doug y hermana de Alan.
- Ken Jeong como Leslie Chow, un extravagante gánster chino.
- Rachael Harris como Melissa, la novia dominante de Stu.
- Mike Epps como el Doug Negro, un traficante de drogas que es confundido con Doug.
- Mike Tyson como él mismo
 Tyson originalmente se negó a aparecer en la película, pero cambió de opinión cuando se enteró de que Todd Phillips dirigía " Old School", que le gustó a Tyson.[2] Tyson dijo más tarde que trabajar en la película lo convenció de cambiar su estilo de vida.[3]
- Rob Riggle como el Oficial Franklin, un abusivo oficial de policía.
- Gillian Vigman como Stephanie Wenneck, esposa de Phil.
- Grant Holmquist como Tyler/Carlos
- Johana Vergara como Sasha

## Producción
| "Creo que parte de lo especial de esta película es que nada de la comedia proviene de que los personajes sean inteligentes, como se ve en muchas comedias de situación o películas, donde los personajes tienen un sentido del humor divertido. Ese no es el caso en esta película. Como actor, puedes realmente interpretar la intensidad, la gravedad y la seriedad del momento, y confiar en que las circunstancias sean divertidas. La broma es el tipo de situación en la que te encuentras o la forma en que reaccionas a algo, en contraposición a que los personajes simplemente digan algo ingenioso ". —Ed Helms describe la película. |

### Escritura
La trama de "The Hangover" se inspiró en un hecho real que le sucedió a Tripp Vinson, un productor y amigo del productor ejecutivo Chris Bender. Vinson había desaparecido de su propia despedida de soltero en Las Vegas, se desmayó y se despertó "en un club de striptease siendo amenazado con una factura muy, muy grande que se suponía tenía que pagar".
Jon Lucas y Scott Moore vendieron el guion original de "The Hangover" a Warner Bros. por más de $2 millones. La historia trata sobre tres amigos que pierden al novio en su despedida de soltero en Las Vegas y luego deben volver sobre sus pasos para descubrir qué sucedió. Luego fue reescrito por Jeremy Garelick y el director Todd Phillips, quien agregó elementos adicionales como Mike Tyson y su tigre, el bebé y el coche patrulla de la policía.

### Selección del reparto
Ed Helms, Zach Galifianakis y Bradley Cooper eran conocidos casuales antes de que se filmara "The Hangover", lo que Helms dijo que creía que ayudó a establecer una relación y una química entre sus personajes. Helms le dio crédito a Phillips por "reunir a tres tipos que son realmente diferentes, pero que realmente aprecian el humor y la sensibilidad de los demás". Helms también dijo que el hecho de que la historia de los tres personajes cada vez se acerca más y se unen informa la amistad entre los tres actores: "Cuando pasas 14 horas al día juntos durante tres meses, ves muchas caras de alguien. escurridores juntos, y esa experiencia compartida realmente nos convirtió en verdaderos amigos".
A Lindsay Lohan se le ofreció el papel de Jade en la película. Sin embargo, lo rechazó, diciendo que el guion "no tenía potencial".

### Filmación

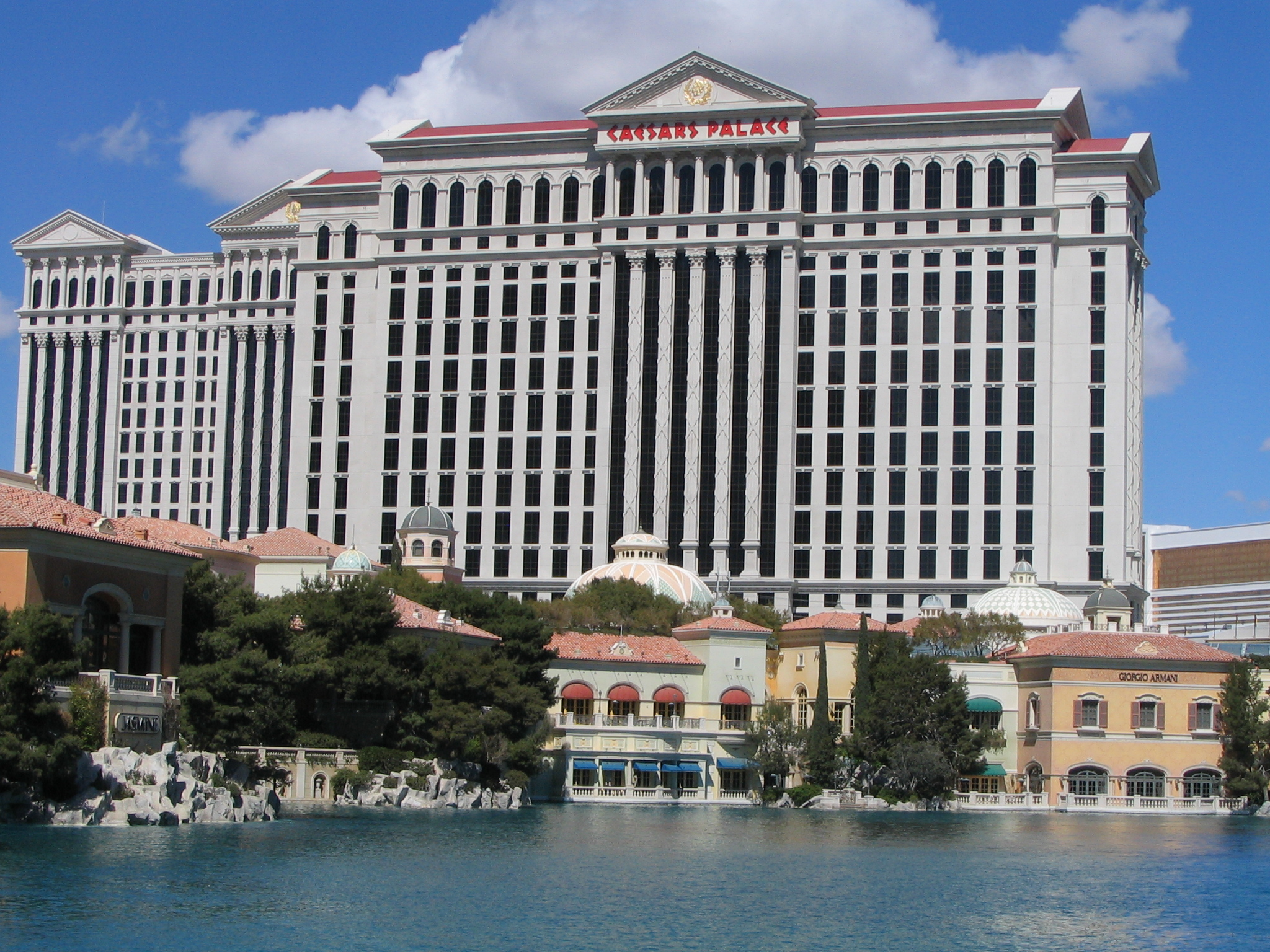
Caesars Palace.

Con un presupuesto de $35 millones, la fotografía principal tuvo lugar en Nevada durante quince días.
The Hangover se filmó principalmente en el Caesars Palace, incluida la recepción, el vestíbulo, el camino de entrada, las piscinas, los pasillos, los ascensores y el techo, pero la suite dañada en la película se construyó en un estudio de sonido.
Helms dijo que filmar The Hangover fue más exigente físicamente que cualquier otro papel que había hecho, y que perdió ocho libras mientras hacía la película. Dijo que el día más difícil del rodaje fue la escena en la que el Sr. Chow golpea su auto y ataca a los personajes principales, lo que Helms dijo que requirió muchas tomas y fue muy doloroso, como cuando algunos de los golpes y patadas aterrizaron accidentalmente y cuando su se lastimaron las rodillas y las espinillas cuando lo sacaron por una ventana. El diente faltante no se creó con  prótesis o efectos visuales, pero ocurre de forma natural: Helms nunca tuvo un incisivo adulto y se hizo un implante dental cuando era adolescente, que era eliminado para filmar.
Jeong declaró que su salto desnudo sobre el cuello de Cooper no era parte del guion, sino más bien una improvisación de su parte. Fue agregado con la bendición de Phillips. Jeong también declaró que tenía que recibir el permiso de su esposa para aparecer desnudo en la película.
Phillips trató de convencer a los actores para que le permitieran usar un Taser real hasta que intervinieron los abogados de Warner Bros.
Con respecto a las tomas explícitas en la presentación de diapositivas de fotos final en las que se ve a su personaje recibiendo felación en un ascensor, Galifianakis confirmó que se usó una prótesis para la escena, y que había estado más avergonzado que nadie durante la creación de la toma. "Pensarías que yo no sería del tipo de persona que se avergonzaría; yo estaba muy avergonzado. Realmente ni siquiera quería que la toma quedase. Le ofrecí mucho dinero al asistente de Todd para convencerlo de que la sacara de la película. Lo hice, pero aún así quedó".
Las escenas que involucran animales fueron filmadas principalmente con animales entrenados. Los entrenadores y el equipo de seguridad se eliminaron digitalmente de la versión final. Se utilizaron algunos animales de utilería, como cuando el tigre se escondía debajo de una sábana y se movía en un carrito de equipaje. Dichos esfuerzos recibieron una calificación de "Sobresaliente" por la American Humane Association por el seguimiento y tratamiento de los animales.

## Recepción crítica y comercial
La película recibió críticas favorables, acumulando un 78% de comentarios positivos según la página de Internet Rotten Tomatoes, llegando a la siguiente conclusión "Con un guion inteligente y una buena interacción entre los protagonistas, The Hangover utiliza un tono correcto en su humor, y las constantes carcajadas hacen que sus defectos queden atenuados".
En sitio web de reseñas Metacritic, obtuvo críticas positivas, con un 73, basado en 31 comentarios de los cuales 26 son positivos.
En taquilla también obtuvo muy buenos resultados. En su primer fin de semana entró número 1 en la taquilla estadounidense, recaudando 45 millones de dólares y manteniéndose en dicha posición dos semanas consecutivas. Recaudó en Estados Unidos 277 millones. Sumando las recaudaciones internacionales la cifra asciende a 467 millones de dólares. Su presupuesto fue de 35 millones USD.

## Clasificación por edades
| País           | Calificación                                                                       |
| -------------- | ---------------------------------------------------------------------------------- |
| Alemania       | 12                                                                                 |
| Argentina      | 16                                                                                 |
| Australia      | MA15+                                                                              |
| Canadá         | 13+ (Quebec) 14A (Nueva Escocia) 18A (Alberta/Columbia Británica/Manitoba/Ontario) |
| Brasil         | 14                                                                                 |
| Chile          | TE+7                                                                               |
| España         | 18                                                                                 |
| Estados Unidos | R                                                                                  |
| Filipinas      | R-13                                                                               |
| Finlandia      | K-13                                                                               |
| Hong Kong      | IIB                                                                                |

| País          | Calificación |
| ------------- | ------------ |
| Portugal      | M/16         |
| Italia        | T            |
| Islandia      | 12           |
| Noruega       | 15           |
| Nueva Zelanda | R16          |
| Países Bajos  | 12           |
| Perú          | 14           |
| Reino Unido   | 15           |
| Singapur      | M18          |
| Suecia        | 11           |
| Venezuela     | B            |
| Puerto Rico   | PG-13        |
| México        | B-15         |
| Japón         | R15+         |

## BD y DVD
The Hangover en formato DVD contiene menús interactivos, acceso directo a escenas, mapa de destrucción y la canción de los tres mejores amigos.
The Hangover salió a la venta en Blu-ray simultáneamente con el formato DVD. 
Los comentarios Picture in Picture están protagonizados por Bradley Cooper, Zach Galifianakis, Ed Helms y Todd Phillips.

## Secuelas
- The Hangover Part II se estrenó el 26 de mayo de 2011[17] en Estados Unidos.
- The Hangover Part III se estrenó el 23 de mayo de 2013 en Estados Unidos.